# هنري ورث ثورنتون
هنري ورث ثورنتون (بالإنجليزية: Henry Worth Thornton)‏ هو لاعب كرة قدم أمريكية أمريكي، ولد في 6 نوفمبر 1871 في لوغانسبورت في الولايات المتحدة، وتوفي في 14 مارس 1933 في نيويورك في الولايات المتحدة.